# Kim Sharma

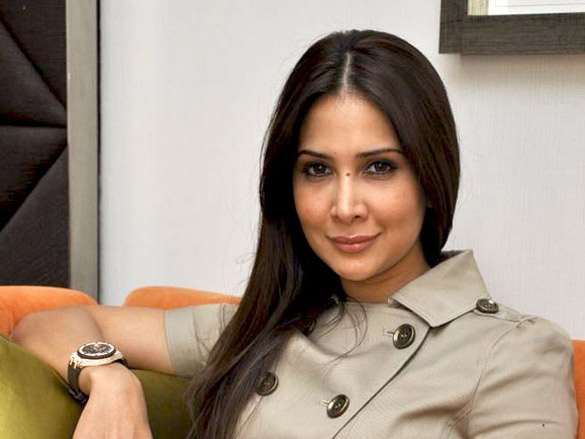
Kim Sharma

Kim Sharma (Hindi किम शर्मा; * 21. Januar 1980 in Ahmednagar, Maharashtra) ist eine indische Schauspielerin und ehemaliges Model.

## Leben und Karriere
Zu Beginn ihrer Karriere arbeitete sie als Model. Im Jahr 2000 spielte sie in dem Bollywoodfilm Denn meine Liebe ist unsterblich mit. Sharma ist in Indien das Werbegesicht des Kosmetikherstellers Olay. Der Schauspieler Arjun Rampal ist ihr Cousin. 

## Filmografie (Auswahl)
- 2000: Denn meine Liebe ist unsterblich
- 2002: Kehtaa Hai Dil Baar Baar
- 2002: Khadgam
- 2002: Tumse Achcha Kaun Hai
- 2004: Fida
- 2005: Padmashree Laloo Prasad Yadav
- 2005: Taj Mahal: Eine Ewige Liebes-Geschichte
- 2005: Yakeen
- 2006: The Whisperers
- 2006: Tom, Dick, and Harry
- 2006: Kudiyon Ka Hai Zamaana
- 2006: Ladies Tailor
- 2006: Zindaggi Rocks
- 2007: Nehlle Pe Dehlla
- 2007: Heyy Babyy (Gastauftritt)
- 2007: Chhodon Naa Yaar
- 2011: Loot